# Конволюционный синтез
Конволюционный синтез— инновационный способ синтеза звука, предложенный компанией UltraRare, основан на модуляции IR (impulse response) импульсов в качестве генератора сигнала.
В отличии от обычных конволюционных ревербераторов, использующих фиксированные импульсы (запись отклика помещения), технология конволюционного синтеза позволяет «играть» высотой тона этих импульсов, создавая новые футуристические тембры, акустически непротиворечивые, но физически нереализуемые звуковые пространства , например, звучание концертного зала без концерта, сохраняя нелинейность и сложную частотную зависимость оригинала.
Принцип работы:
1. Исходный импульс (например, щелчок или синтетический тон) подвергается питч-шифтингу (изменению высоты тона).
2. Модифицированный импульс свёртывается (конволюция) с входным сигналом, с последующим исключением оного.
3. Результат сохраняет акустические свойства импульса, но с изменённой тональной окраской.